# Dactylocladius spitzbergenis
Dactylocladius spitzbergenis är en tvåvingeart som först beskrevs av Jean-Jacques Kieffer 1919.  Dactylocladius spitzbergenis ingår i släktet Dactylocladius och familjen fjädermyggor.
Artens utbredningsområde är Norge. Inga underarter finns listade i Catalogue of Life.